# Hudsonville
Hudsonville – miasto w Stanach Zjednoczonych, w stanie Michigan, w hrabstwie Ottawa.